# Ortazzo, Ortazzino, Foce del Torrente Bevano
Ortazzo, Ortazzino, Foce del Torrente Bevano è un sito di interesse comunitario e una zona di protezione speciale (IT40700009) in provincia di Ravenna.
Copre un'area di 1 256 ettari, all'interno della quale si trova la Riserva naturale Duna costiera ravennate e foce torrente Bevano. È un sito che presenta una molteplicità di habitat: zone umide, dune e boschi di conifere.

## Territorio
È formata da due entità geograficamente distinte: la foce del Bevano con la retrostante zona umida dell'Ortazzino, un'area salmastra contigua al litorale che alterna stagni, canneti, dune con vegetazione mediterranea e pinete costiere; la valle dell'Ortazzo, che è un'ampia valle d'acqua dolce originata dalla riconversione di vecchie risaie. Di forma triangolare, si estende nell'interno tra il Bevano e il Fosso Ghiaia, che la mantengono sommersa con il flusso delle loro acque.
Il sito rientra per l'80% della sua superficie nel Parco regionale del Delta del Po e comprende l'Oasi di protezione "Ortazzo e Ortazzino" (796 ha su 807 ha), una Riserva Naturale dello Stato (Riserva naturale Duna costiera ravennate e foce torrente Bevano, per complessivi 172 ha), e una zona umida di importanza internazionale ai sensi della Convenzione di Ramsar (430 ha su 439 ha).
Nel 2012 la pineta attorno alla foce del Bevano è stata vittima di un grave incendio, molto probabilmente causato dall'uomo, che ha distrutto 40 ha di alberature.
Nel 2025 l'oasi dell'Ortazzo-Ortazzino naturalisticamente più tutelata (477 ha) è passata da proprietà privata a proprietà pubblica. L'area è stata acquistata dall'Ente Parco del Delta del Po.

## Flora
La valle dell'Ortazzo ospita vari ambienti caratterizzati da vegetazione alofila adattata all'ambiente salmastro, con alternanza di giuncheti a Juncus maritimus e Juncus acutus  e di distese di graminacee del genere Puccinellia.  La penisola che attraversa la palude ospita una pineta a Pinus pinea. Tra le specie vegetali degne di menzione vi sono inoltre Bassia hirsuta, Erianthus ravennae, Plantago cornuti, Spartina maritima e Apocynum venetum.
L'ambiente della zona umida di Ortazzino è caratterizzato da prati aridi, dune costiere, salicornieti, giuncheti marittimi e arbusteti termofili dominati da ginepro (Juniperus communis) e olivello spinoso (Elaeagnus rhamnoides).
Alle spalle delle dune si trova un'area di pinete demaniali a pino marittimo (Pinus pinaster), risalenti al 1881, che si sovrappongono alla originaria vegetazione arbustiva tipica delle dune.

## Fauna
Tra i mammiferi va segnalata la presenza del vespertilio di Daubenton (Myotis daubentonii). Occasionalmente si possono osservare anche la puzzola e l'istrice.
L'avifauna è particolarmente ricca: l'area è un centro nevralgico per la migrazione e lo svernamento degli uccelli acquatici ed è sito di nidificazione di una varietà di specie di Caradriformi quali il cavaliere d'Italia (Himantopus himantopus), l'avocetta (Recurvirostra avosetta), la sterna zampenere (Gelochelidon nilotica), la sterna comune (Sterna hirundo), il fraticello (Sternula albifrons), il fratino (Charadrius alexandrinus), la pettegola (Tringa totanus), il gabbiano roseo (Chroicocephalus genei) e il gabbiano comune (Chroicocephalus ridibundus).

Tra gli Anatidi sono presenti la volpoca (Tadorna tadorna) e occasionalmente l'alzavola (Anas crecca) e la marzaiola (Anas querquedula). 

Occasionalmente segnalata come nidificante è la rara averla cenerina (Lanius minor).
Significativa la presenza del ghiozzetto di laguna (Knipowitschia panizzae), un piccolo pesce tipico delle acque salmastre.
Tra i rettili merita un cenno la presenza della luscengola (Chalcides chalcides), un piccolo sauro della famiglia degli Scincidi.
Per quanto riguarda infine l'entomofauna va segnalata la presenza dei coleotteri Scarabaeus semipunctatus e Cicindela majalis.